# Grégory Dufer
Grégory Dufer, né le 19 décembre 1981 à Charleroi en Belgique, est un footballeur international belge actif au début du XXIe siècle.
Il occupe principalement le poste d'ailier droit jusqu'à sa retraite professionnelle en 2017 avant de se reconvertir dans la vente, puis de devenir entraîneur après avoir définitivement raccroché les crampons en 2021.

## Biographie

### En club
Originaire de la ville de Marcinelle, dans la banlieue de Charleroi, il commence sa carrière professionnelle au Sporting de Charleroi, où il s'impose comme un cadre de l'équipe et devient international belge. En 2004, il quitte la Belgique pour la France et le Stade Malherbe de Caen où signe un contrat de trois saisons. Le montant de la transaction se porte sur un montant d'1 million d'euros. Ce transfert est un échec : le joueur se blesse et perd sa place de titulaire, même s'il marque un but le 4 décembre 2004 contre l'Olympique de Marseille,. Le Stade Malherbe atteint la finale de la Coupe de la Ligue mais Dufer manque la finale, à nouveau blessé. Après une ultime défaite (3-2) en déplacement à Istres, Caen est relégué en Ligue 2. Dufer revient alors en Belgique, au Club de Bruges pour 600 000 euros.
Pur extérieur droit, il possède une bonne qualité de centre qui lui permet de distribuer de nombreuses passes décisives, mais aussi une bonne frappe de balle. C'est souvent son travail défensif qui est remis en cause. Transféré pour remplacer l'icône Gert Verheyen, le changement de système de jeu et d'entraîneur en 2006 le privent de temps de jeu et il est prêté pendant six mois à Lokeren pour se relancer. 
À la fin de la saison 2006-2007, il signe un contrat d'un an avec le Standard de Liège et va vivre une saison parfaite. Le 20 avril 2008, il monte au jeu à une minute du terme et fête le titre, 25 ans après le dernier des Liégeois, et ce face au rival de toujours, le RSC Anderlecht. En déficit de temps de jeu, il est prêté la saison suivante à Tubize où il doit lutter pour le maintien. En début de saison 2009-2010, de retour de prêt et déçu de ne pas avoir été titularisé, il laisse entrevoir la possibilité d'un départ mais il est conservé et échoue sur le banc comme remplaçant de luxe. Il doit se contenter de bribes de rencontres, il ne sera titulaire qu'à trois reprises (en coupe face au Lierse, en championnat face Lokeren et en play-offs face à Genk). Relégué dans le noyau B liégeois à l'aube de la saison 2010-2011, le 14 octobre 2010, il signe à partir de janvier 2011 un contrat de deux ans et demi avec Saint-Trond.
Dufer dispute quatre saisons avec les Canaris et connait les affres de la dégradation, découvrant la deuxième division en 2012. Après avoir échoué à deux reprises à remonter au sein de l'élite, dont la dernière à l'issue du tour final, il quitte Saint-Trond pour retourner à Liège où il répond positivement à l'appel de Seraing United qui désire faire de lui son capitaine. Il dispute 31 matchs et inscrit 15 buts avant de signer pour l'Antwerp au terme de la saison.
Séduit par le projet et l'ambition des Sang et Marines, il retourne une nouvelle fois à Liège et rejoint le RFC Liège, qui est alors entraîné par Dante Brogno, son ancien coéquipier à Charleroi, et où il signe un contrat de deux ans.
Grégory Dufer met toutefois un terme à sa carrière professionnelle à la fin de la première année de son contrat, en 2017,, et se reconvertit dans la vente, il devient représentant commercial de systèmes de sécurité, de crèmes de massage pour sportifs et de salles de bain,. Il continue toutefois à jouer au football au niveau amateur au RCS Beaufays puis à la Royal Oreye Union avant de définitivement raccrocher les crampons en 2021 et de devenir entraîneur, recherchant un projet en collaboration avec Alexandre Liebens, son dernier coach à Oreye.
Les deux hommes ne tardent pas à relever leur premier défi commun lorsqu'ils reprennent les rênes de la Royale Entente d'Amay en février 2022. Au terme de la saison, Liebens démissionne laissant Dufer piloter seul la destinée d'Amay. Début février 2023, ce dernier prolonge son contrat avec le club amaytois pour la saison 2023-2024. Dans la foulée de mauvais résultats, avec un bilan de 0 points sur 15 en cinq rencontres, le 18 septembre 2023, Dufer annonce qu'il démissionne de son poste soulignant un défaut de mentalité et des divergences avec la direction.

### En sélections nationales
Grégory Dufer fête sa première sélection le 31 mars 2004, alors qu'il dispute sa dernière saison chez les Carolos, en entrant en jeu pour une trentaine de minutes contre l'Allemagne en match amical (défaite 3-0). Un mois plus tard, il inscrit son premier et unique but en sélection face à la Turquie, toujours en amical (défaite 2-3), à cinq minutes du terme. Il passe la rencontre suivante sur le banc face aux Pays-Bas mais, à la suite du forfait de Walter Baseggio, Aimé Anthuenis le rappelle pour les deux premières rencontres de la campagne de qualification pour la Coupe du monde 2006,. Il compte 5 sélections pour 4 capes et 1 but chez les Diables Rouges.
Dufer est titulaire de l'équipe aspirants lors de l'ultime rencontre de cette sélection (défaite, 1-2) face aux Pays-Bas U21 le 16 août 2005 à Tessenderlo,. Cette sélection disparaît en effet définitivement après 2005 et la carrière internationale de Dufer s'achève avec elle.

## Statistiques

### Statistiques de joueur

#### En club
| Saison                | Club                  | Championnat           | Championnat | Championnat | Championnat | Coupe nationale | Coupe nationale | Coupe nationale | Coupe de la Ligue | Coupe de la Ligue | Coupe de la Ligue | Supercoupe | Supercoupe | Supercoupe | Compétition(s) continentale(s) | Compétition(s) continentale(s) | Compétition(s) continentale(s) | Compétition(s) continentale(s) | Autres compétitions | Autres compétitions | Autres compétitions | Autres compétitions | Total | Total | Total |
| Saison                | Club                  | Division              | M.          | B.          | P.d.        | M.              | B.              | P.d.            | M.                | B.                | P.d.              | M.         | B.         | P.d.       | Comp.                          | M.                             | B.                             | P.d.                           | Comp.               | M.                  | B.                  | P.d.                | M.    | B.    | P.d.  |
| 1999-2000             | Charleroi SC          | Division 1            | 16          | 1           | 3           | -               | -               | -               | -                 | -                 | -                 | -          | -          | -          | -                              | -                              | -                              | -                              | -                   | -                   | -                   | -                   | 16    | 1     | 3     |
| 2000-2001             | Charleroi SC          | Division 1            | 32          | 6           | 0           | 1               | 0               | 0               | -                 | -                 | -                 | -          | -          | -          | -                              | -                              | -                              | -                              | -                   | -                   | -                   | -                   | 33    | 6     | 0     |
| 2001-2002             | Charleroi SC          | Division 1            | 33          | 2           | 2           | 1               | 0               | 0               | -                 | -                 | -                 | -          | -          | -          | -                              | -                              | -                              | -                              | -                   | -                   | -                   | -                   | 34    | 2     | 2     |
| 2002-2003             | Charleroi SC          | Division 1            | 26          | 5           | 4           | 1               | 0               | 0               | -                 | -                 | -                 | -          | -          | -          | -                              | -                              | -                              | -                              | -                   | -                   | -                   | -                   | 27    | 5     | 4     |
| 2003-2004             | Charleroi SC          | Division 1            | 32          | 7           | 5           | 1               | 3               | 0               | -                 | -                 | -                 | -          | -          | -          | -                              | -                              | -                              | -                              | -                   | -                   | -                   | -                   | 33    | 10    | 5     |
| Sous-total            | Sous-total            | Sous-total            | 139         | 21          | 14          | 4               | 3               | 0               | -                 | -                 | -                 | -          | -          | -          | -                              | -                              | -                              | -                              | -                   | -                   | -                   | -                   | 143   | 24    | 14    |
| 2004-2005             | SM Caen               | Ligue 1               | 21          | 1           | 0           | 2               | 1               | 0               | 3                 | 0                 | 0                 | -          | -          | -          | -                              | -                              | -                              | -                              | -                   | -                   | -                   | -                   | 26    | 2     | 0     |
| 2005-2006             | Club Bruges KV        | Division 1            | 19          | 2           | 2           | 1               | 0               | 0               | -                 | -                 | -                 | 0          | 0          | 0          | C1+C3                          | 5+1                            | 0+0                            | 1+0                            | -                   | -                   | -                   | -                   | 26    | 2     | 3     |
| 2006-2007             | Club Bruges KV        | Division 1            | 2           | 0           | 0           | -               | -               | -               | -                 | -                 | -                 | -          | -          | -          | C3                             | 1                              | 1                              | 0                              | -                   | -                   | -                   | -                   | 3     | 1     | 0     |
| Sous-total            | Sous-total            | Sous-total            | 21          | 2           | 2           | 1               | 0               | 0               | -                 | -                 | -                 | 0          | 0          | 0          | -                              | 7                              | 1                              | 1                              | -                   | -                   | -                   | -                   | 29    | 3     | 3     |
| 2006-2007             | KSC Lokeren (prêt)    | Division 1            | 12          | 1           | 0           | -               | -               | -               | -                 | -                 | -                 | -          | -          | -          | -                              | -                              | -                              | -                              | -                   | -                   | -                   | -                   | 12    | 1     | 0     |
| 2008-2009             | AFC Tubize (prêt)     | Division 1            | 26          | 6           | 3           | 1               | 0               | 0               | -                 | -                 | -                 | -          | -          | -          | -                              | -                              | -                              | -                              | -                   | -                   | -                   | -                   | 27    | 6     | 3     |
| 2007-2008             | Standard de Liège     | Division 1            | 22          | 1           | 3           | 5               | 1               | 0               | -                 | -                 | -                 | -          | -          | -          | C3                             | 1                              | 0                              | 0                              | -                   | -                   | -                   | -                   | 28    | 2     | 3     |
| 2008-2009             | Standard de Liège     | Division 1            | 0           | 0           | 0           | -               | -               | -               | -                 | -                 | -                 | -          | -          | -          | C1+C3                          | -                              | -                              | -                              | -                   | -                   | -                   | -                   | 0     | 0     | 0     |
| 2009-2010             | Standard de Liège     | Division 1            | 12          | 0           | 1           | 2               | 1               | 0               | -                 | -                 | -                 | 0          | 0          | 0          | C1+C3                          | 0+0                            | 0+0                            | 0+0                            | PO2                 | 2                   | 0                   | 0                   | 16    | 1     | 1     |
| Sous-total            | Sous-total            | Sous-total            | 34          | 1           | 4           | 7               | 2               | 0               | -                 | -                 | -                 | 0          | 0          | 0          | -                              | 1                              | 0                              | 0                              | -                   | 2                   | 0                   | 0                   | 44    | 3     | 4     |
| 2010-2011             | Saint-Trond VV        | Division 1            | 7           | 2           | 0           | -               | -               | -               | -                 | -                 | -                 | -          | -          | -          | -                              | -                              | -                              | -                              | PO2                 | 5                   | 1                   | 1                   | 12    | 3     | 1     |
| 2011-2012             | Saint-Trond VV        | Division 1            | 24          | 5           | 4           | 2               | 0               | 1               | -                 | -                 | -                 | -          | -          | -          | -                              | -                              | -                              | -                              | PO3                 | 3                   | 2                   | 0                   | 29    | 7     | 5     |
| 2012-2013             | Saint-Trond VV        | Division 2            | 17          | 5           | 5           | 4               | 0               | 0               | -                 | -                 | -                 | -          | -          | -          | -                              | -                              | -                              | -                              | -                   | -                   | -                   | -                   | 21    | 5     | 5     |
| 2013-2014             | Saint-Trond VV        | Division 2            | 31          | 9           | 0           | -               | -               | -               | -                 | -                 | -                 | -          | -          | -          | -                              | -                              | -                              | -                              | TF                  | 3                   | 0                   | 1                   | 34    | 9     | 1     |
| Sous-total            | Sous-total            | Sous-total            | 79          | 21          | 9           | 6               | 0               | 1               | -                 | -                 | -                 | -          | -          | -          | -                              | -                              | -                              | -                              | -                   | 11                  | 3                   | 2                   | 96    | 24    | 12    |
| 2014-2015             | Seraing United        | Division 2            | 31          | 14          | 0           | 2               | 1               | 0               | -                 | -                 | -                 | -          | -          | -          | -                              | -                              | -                              | -                              | -                   | -                   | -                   | -                   | 33    | 15    | 0     |
| 2015-2016             | Royal Antwerp FC      | Division 2            | 25          | 7           | 0           | 3               | 0               | 0               | -                 | -                 | -                 | -          | -          | -          | -                              | -                              | -                              | -                              | -                   | -                   | -                   | -                   | 28    | 7     | 0     |
| 2016-2017             | RFC Liège             | Division 2 Amateur    | 22          | 3           | 0           | 2               | 0               | 0               | -                 | -                 | -                 | -          | -          | -          | -                              | -                              | -                              | -                              | TF                  | -                   | -                   | -                   | 24    | 3     | 0     |
| Total sur la carrière | Total sur la carrière | Total sur la carrière | 410         | 77          | 32          | 28              | 7               | 1               | 3                 | 0                 | 0                 | 0          | 0          | 0          | -                              | 8                              | 1                              | 1                              | -                   | 13                  | 3                   | 2                   | 462   | 88    | 36    |

### En sélections nationales
| Saison                | Sélection             | Phases finales        | Phases finales | Phases finales | Phases finales | Éliminatoires CDM | Éliminatoires CDM | Éliminatoires CDM | Éliminatoires EURO | Éliminatoires EURO | Éliminatoires EURO | Matchs amicaux | Matchs amicaux | Matchs amicaux | Total | Total | Total |
| Saison                | Sélection             | Compétition           | M              | B              | Pd             | M                 | B                 | Pd                | M                  | B                  | Pd                 | M              | B              | Pd             | M     | B     | Pd    |
| --------------------- | --------------------- | --------------------- | -------------- | -------------- | -------------- | ----------------- | ----------------- | ----------------- | ------------------ | ------------------ | ------------------ | -------------- | -------------- | -------------- | ----- | ----- | ----- |
| 2003-2004             | Belgique              | -                     | -              | -              | -              | -                 | -                 | -                 | -                  | -                  | -                  | 2              | 1              | 0              | 2     | 1     | 0     |
| 2004-2005             | Belgique              | -                     | -              | -              | -              | 2                 | 0                 | 0                 | -                  | -                  | -                  | -              | -              | -              | 2     | 0     | 0     |
| Sous-total            | Sous-total            | Sous-total            | -              | -              | -              | 2                 | 0                 | 0                 | -                  | -                  | -                  | 2              | 1              | 0              | 4     | 1     | 0     |
| 2005-2006             | Belgique aspirants    | -                     | -              | -              | -              | -                 | -                 | -                 | -                  | -                  | -                  | 1              | 0              | 0              | 1     | 0     | 0     |
| Total sur la carrière | Total sur la carrière | Total sur la carrière | -              | -              | -              | 2                 | 0                 | 0                 | -                  | -                  | -                  | 3              | 1              | 0              | 5     | 1     | 0     |

#### Matchs internationaux
| Matchs internationaux de Grégory Dufer | Matchs internationaux de Grégory Dufer | Matchs internationaux de Grégory Dufer          | Matchs internationaux de Grégory Dufer | Matchs internationaux de Grégory Dufer | Matchs internationaux de Grégory Dufer  | Matchs internationaux de Grégory Dufer | Matchs internationaux de Grégory Dufer                                   |
| #                                      | Date                                   | Lieu                                            | Adversaire                             | Résultat                               | Compétition                             | Club                                   | Notes                                                                    |
| -------------------------------------- | -------------------------------------- | ----------------------------------------------- | -------------------------------------- | -------------------------------------- | --------------------------------------- | -------------------------------------- | ------------------------------------------------------------------------ |
| 1                                      | 31 mars 2004                           | RheinEnergieStadion, Cologne, Allemagne         | Allemagne                              | D 0 - 3                                | Match amical                            | Charleroi SC                           | Entre en jeu à la place de Mbo Mpenza à la 58e minute de jeu.            |
| 2                                      | 28 avril 2004                          | Stade Roi Baudouin, Bruxelles, Belgique         | Turquie                                | D 2 - 3                                | Match amical                            | Charleroi SC                           | Buteur, entre en jeu à la place de Thomas Buffel à la 83e minute de jeu. |
| 3                                      | 4 septembre 2004                       | Stade du Pays de Charleroi, Charleroi, Belgique | Lituanie                               | N 1 - 1                                | Éliminatoires de la Coupe du monde 2006 | SM Caen                                | Entre en jeu à la place de Mbo Mpenza à la 23e minute de jeu.            |
| 4                                      | 9 octobre 2004                         | Stade El Sardinero, Santander, Espagne          | Espagne                                | D 0 - 2                                | Éliminatoires de la Coupe du monde 2006 | SM Caen                                | Entre en jeu à la place de Thomas Buffel à la 79e minute de jeu.         |

| Matchs aspirants de Grégory Dufer | Matchs aspirants de Grégory Dufer | Matchs aspirants de Grégory Dufer          | Matchs aspirants de Grégory Dufer | Matchs aspirants de Grégory Dufer | Matchs aspirants de Grégory Dufer | Matchs aspirants de Grégory Dufer | Matchs aspirants de Grégory Dufer |
| #                                 | Date                              | Lieu                                       | Adversaire                        | Résultat                          | Compétition                       | Club                              | Notes                             |
| --------------------------------- | --------------------------------- | ------------------------------------------ | --------------------------------- | --------------------------------- | --------------------------------- | --------------------------------- | --------------------------------- |
| 1                                 | 16 août 2005                      | Gemeente Sport Park, Tessenderlo, Belgique | Pays-Bas espoirs                  | D 1 - 2                           | Match amical                      | Club Bruges KV                    | Titulaire.                        |

#### Buts internationaux
| Buts internationaux de Grégory Dufer | Buts internationaux de Grégory Dufer | Buts internationaux de Grégory Dufer    | Buts internationaux de Grégory Dufer | Buts internationaux de Grégory Dufer | Buts internationaux de Grégory Dufer | Buts internationaux de Grégory Dufer | Buts internationaux de Grégory Dufer | Buts internationaux de Grégory Dufer | Buts internationaux de Grégory Dufer |
| #                                    | Date                                 | Lieu                                    | Adversaire                           | Résultat                             | Compétition                          | Détail                               | Détail                               | Détail                               | Cape                                 |
| ------------------------------------ | ------------------------------------ | --------------------------------------- | ------------------------------------ | ------------------------------------ | ------------------------------------ | ------------------------------------ | ------------------------------------ | ------------------------------------ | ------------------------------------ |
| 1                                    | 28 avril 2004                        | Stade Roi Baudouin, Bruxelles, Belgique | Turquie                              | D 2 - 3                              | Match amical                         | 86e                                  | du pied gauche                       | 2-2                                  | 2e                                   |

### Statistiques d'entraîneur
| Saison                | Club                  | Championnat           | Championnat | Championnat | Championnat | Championnat | Coupe(s) nationale(s) | Coupe(s) nationale(s) | Coupe(s) nationale(s) | Coupe(s) nationale(s) | Autres compétitions | Autres compétitions | Autres compétitions | Autres compétitions | Autres compétitions | Total | Total | Total | Total | % Victoires |
| Saison                | Club                  | Division              | M           | V           | N           | D           | M                     | V                     | N                     | D                     | Comp.               | M                   | V                   | N                   | D                   | M     | V     | N     | D     | % Victoires |
| --------------------- | --------------------- | --------------------- | ----------- | ----------- | ----------- | ----------- | --------------------- | --------------------- | --------------------- | --------------------- | ------------------- | ------------------- | ------------------- | ------------------- | ------------------- | ----- | ----- | ----- | ----- | ----------- |
| 2021-2022             | Entente Amay          | Séries provinciales   | 13          | 4           | 3           | 6           | -                     | -                     | -                     | -                     | -                   | -                   | -                   | -                   | -                   | 13    | 4     | 3     | 6     | 31%         |
| 2022-2023             | Entente Amay          | Séries provinciales   | 30          | 5           | 7           | 18          | -                     | -                     | -                     | -                     | TM                  | 1                   | 0                   | 1                   | 0                   | 31    | 5     | 8     | 18    | 16%         |
| 2023-2024             | Entente Amay          | Séries provinciales   | 5           | 0           | 0           | 5           | -                     | -                     | -                     | -                     | -                   | -                   | -                   | -                   | -                   | 5     | 0     | 0     | 5     | 0%          |
| Total sur la carrière | Total sur la carrière | Total sur la carrière | 48          | 9           | 10          | 29          | -                     | -                     | -                     | -                     | -                   | 1                   | 0                   | 1                   | 0                   | 49    | 9     | 11    | 29    | 18%         |

## Palmarès

### Palmarès de joueur
|  |  | SM Caen - Coupe de la Ligue : - Finaliste : 2005 |  | Club Bruges KV - Supercoupe de Belgique (1) : - Vainqueur : 2005 |  | Standard de Liège - Championnat de Belgique (1) : - Champion : 2008 - Supercoupe de Belgique (1) : - Vainqueur : 2009 |  | RFC Liège - Championnat de Belgique de Division 2 Amateur : - Vice-champion : 2017 |